# Tour de France 2007/6. Etappe
| Etappe 6                          |                    |                         |
| Ergebnis der 6. Etappe            |                    |                         |
| Etappensieger                     | Tom Boonen         | 5:20:59 h (37,292 km/h) |
| Zweiter                           | Óscar Freire       | gl. Zeit                |
| Dritter                           | Erik Zabel         | gl. Zeit                |
| Vierter                           | Sébastien Chavanel | gl. Zeit                |
| Fünfter                           | Thor Hushovd       | gl. Zeit                |
| Sechster                          | Daniele Bennati    | gl. Zeit                |
| Siebter                           | Robert Förster     | gl. Zeit                |
| Achter                            | Robert Hunter      | gl. Zeit                |
| Neunter                           | Romain Feillu      | gl. Zeit                |
| Zehnter                           | Murilo Fischer     | gl. Zeit                |
| Kämpferischster Fahrer            | Bradley Wiggins    | Bradley Wiggins         |
| Zwischenstände nach der 6. Etappe |                    |                         |
| Gelbes Trikot                     | Fabian Cancellara  | 29:49:55 h              |
| Zweiter                           | Andreas Klöden     | + 0:33 min              |
| Dritter                           | Filippo Pozzato    | + 0:35 min              |
| Grünes Trikot                     | Tom Boonen         | 141 P.                  |
| Zweiter                           | Erik Zabel         | 130 P.                  |
| Dritter                           | Óscar Freire       | 114 P.                  |
| Gepunktetes Trikot                | Sylvain Chavanel   | 40 P.                   |
| Zweiter                           | Philippe Gilbert   | 23 P.                   |
| Dritter                           | William Bonnet     | 15 P.                   |
| Weißes Trikot                     | Wladimir Gussew    | 29:50:40 h              |
| Zweiter                           | Thomas Dekker      | + 0:06 min              |
| Dritter                           | Benoît Vaugrenard  | + 0:07 min              |
| Teamwertung                       | Team CSC           | 117:32:05 h             |
| Zweiter                           | Discovery Channel  | + 0:03 min              |
| Dritter                           | Caisse d’Epargne   | + 0:16 min              |

Die 6. Etappe der Tour de France 2007 am 13. Juli war 199,5 Kilometer lang und führte die Fahrer von Semur-en-Auxois südwärts durch die Bourgogne, im Einzelnen durch die Départements Côte-d’Or, Saône-et-Loire und Ain, nach Bourg-en-Bresse in die Region Rhône-Alpes. Die fünfte Flachetappe der Rundfahrt wies insgesamt zwei Bergwertungen der vierten Kategorie auf.
Bereits frühzeitig, nach zwei Kilometern, setzte sich der Brite Bradley Wiggins als Solist vom Hauptfeld ab. Wiggins vergrößerte seinen Vorsprung schnell und bei Rennkilometer 11 versuchte Andrij Hrywko, mit einer weiteren Attacke aus dem Feld heraus, zu ihm aufzuschließen. Nach kurzer Zeit brach der Ukrainer den Versuch jedoch ab und ließ sich wieder ins Feld zurückfallen. Unterdessen baute der Ausreißer seinen Vorsprung auf das Peloton kontinuierlich auf fast 18 Minuten aus. Als das Feld dann unter der Regie von Quick Step und CSC die Verfolgung aufnahm, begann sich der Rückstand zu verkleinern. Bis zum zweiten Zwischensprint bei Kilometer 127 war der Vorsprung auf 3:10 Minuten zusammengeschrumpft, ehe am Kulminationspunkt der zweiten Bergwertung des Tages, 61,5 Kilometer vor der Ziellinie, der Vorsprung wieder auf 5:05 Minuten angewachsen war. Erst als noch 50 Kilometer zu fahren waren, startete das Peloton die Aufholjagd und verkürzte den Rückstand wieder, was auch durch einen Speichenbruch an Wiggins’ Rad unterstützt wurde. Mit den Mannschaften von Predictor-Lotto, Crédit Agricole, T-Mobile, Gerolsteiner und Milram an der Spitze des Feldes, die den Abstand zu Wiggins nach Belieben diktierten, endete der Fluchtversuch sieben Kilometer vor dem Ziel.
Danach gab es, trotz eines recht verhaltenen Tempos im Peloton, keine Attacken mehr bis zur Einfahrt auf die Zielgerade in Bourg-en-Bresse, was auch durch den teilweise heftigen Gegenwind bedingt war. Im Massensprint des Feldes sicherte sich Tom Boonen den Tagessieg vor Óscar Freire und Erik Zabel.
In der Gesamt-, Nachwuchs- und Bergwertung gab es abermals keine Veränderungen an der Führungsposition. Auch in der Mannschaftswertung verteidigte das Team CSC seine knappe Führung. Lediglich in der Punktewertung übernahm Tom Boonen durch die Gutschriften während der Zwischensprints und im Etappenfinale nach nur einem Tag wieder die Führung.

## Aufgaben
- 143 Geoffroy Lequatre – vor dem Start der Etappe, tiefe Wunden am rechten Knie, der rechten Schulter und beiden Händen nach Sturz auf der 5. Etappe

## Zwischensprints
1. Zwischensprint in Bligny-sur-Ouche (Kilometer 51,5) (361 m ü. NN)
| Erster  | Bradley Wiggins | 6 P. und 6 s |
| Zweiter | Tom Boonen      | 4 P. und 4 s |
| Dritter | Robert Hunter   | 2 P. und 2 s |

2. Zwischensprint in Cormatin (Kilometer 127) (188 m ü. NN)
| Erster  | Bradley Wiggins | 6 P. und 6 s |
| Zweiter | Tom Boonen      | 4 P. und 4 s |
| Dritter | Erik Zabel      | 2 P. und 2 s |

3. Zwischensprint in Pont-de-Vaux (Kilometer 161,5) (146 m ü. NN)
| Erster  | Bradley Wiggins | 6 P. und 6 s |
| Zweiter | Steven de Jongh | 4 P. und 4 s |
| Dritter | Gert Steegmans  | 2 P. und 2 s |

## Bergwertungen
Côte de Grandmont, Kategorie 4 (Kilometer 55) (479 m ü. NN; 2,4 km à 5,1 %)
| Erster  | Bradley Wiggins    | 3 P. |
| Zweiter | Sylvain Chavanel   | 2 P. |
| Dritter | Juan Manuel Gárate | 1 P. |

Col de Brancion, Kategorie 4 (Kilometer 138) (354 m ü. NN; 3,5 km à 3,6 %)
| Erster  | Bradley Wiggins    | 3 P. |
| Zweiter | Juan Manuel Gárate | 2 P. |
| Dritter | Sylvain Chavanel   | 1 P. |